# Aleksandr Samarski
Aleksandr Andriejewicz Samarski (ros. Александр Андреевич Самарский, ur. 19 lutego 1919 w chutorze Swistuny obecnie w obwodzie donieckim, zm. 11 lutego 2008 w Moskwie) – radziecki i rosyjski matematyk.

## Życiorys
Urodził się w wielodzietnej rodzinie chłopskiej. Po wczesnej śmierci rodziców był wychowywany przez starszą siostrę. W 1936 ukończył ze złotym medalem szkołę im. Czechowa w Taganrogu, później studiował na Wydziale Fizycznym Moskiewskiego Uniwersytetu Państwowego, od 1939 pracował w seminarium naukowym u Andrieja Tichonowa. W lipcu 1941, po ataku Niemiec na ZSRR, wstąpił ochotniczo do dywizji pospolitego ruszenia, w grudniu 1941 służył jako wywiadowca, przechodząc przez linię frontu. Podczas wykonywania jednego z zadań wywiadowczych wpadł na minę i ledwo uszedł z życiem, później leczył się w szpitalach w Moskwie, Gorkim, Krasnojarsku i Minusińsku. W 1942 z powodu ran został zdemobilizowany, następnie pracował jako nauczyciel w szkole średniej, a w 1945 ukończył studia na uniwersytecie. Później studiował na aspiranturze, a od 1948 pracował jako wykładowca Moskiewskiego Uniwersytetu Państwowego, jednocześnie był czołowym pracownikiem jednego ze specjalnych laboratoriów (kierowanego przez Tichonowa) mającym na celu budowę bomby wodorowej. W 1953 został kierownikiem jednego z działów nowo założonego Instytutu Matematyki Stosowanej Akademii Nauk ZSRR, w 1957 obronił pracę doktorską, w 1959 otrzymał tytuł profesorski, od 1986 do 1998 pracował jako dyrektor Wszechzwiązkowego Centrum Modelowania Matematycznego (od 1990: Instytut Modelowania Matematycznego) Akademii Nauk ZSRR/RAN. Wypromował ponad stu kandydatów nauk i 40 doktorów nauk. 1 lipca 1966 został członkiem korespondentem, a 23 grudnia 1976 członkiem rzeczywistym Akademii Nauk ZSRR. Od 1998 do 2008 był doradcą Prezydium Rosyjskiej Akademii Nauk. Był członkiem zagranicznym Narodowej Akademii Nauk Ukrainy (2000), doktorem honoris causa Uniwersytetu w Tbilisi (1999) i Uniwersytetu Technicznego w Chemnitz (1981).

## Nagrody i odznaczenia
- Medal Sierp i Młot Bohatera Pracy Socjalistycznej (16 lutego 1979)
- Order Lenina (trzykrotnie, 1954, 1956 i 1979)
- Order Rewolucji Październikowej (1975)
- Nagroda Leninowska (1962)
- Nagroda Stalinowska (1954)
- Nagroda Państwowa ZSRR (1965)
- Państwowa Nagroda Federacji Rosyjskiej (1999)
- Order Wojny Ojczyźnianej I klasy (1985)
- Order Czerwonego Sztandaru Pracy (1969)
- Order Sławy III klasy (1980)
- Order Przyjaźni Narodów (1993)
- Medal „Za obronę Moskwy”
- Medal „Za zwycięstwo nad Niemcami w Wielkiej Wojnie Ojczyźnianej 1941–1945”

I inne.